# Lichen Hills
Lichen Hills är en kulle i Antarktis. Den ligger i Östantarktis. Nya Zeeland gör anspråk på området. Toppen på Lichen Hills är 2 137 meter över havet.
Terrängen runt Lichen Hills är kuperad söderut, men norrut är den platt. Trakten är obefolkad. Det finns inga samhällen i närheten.